# Kokkeibon
Le kokkeibon (滑稽本, littéralement « livre comique ») est un genre et type des premiers romans japonais modernes. Il apparaît à la fin de l'époque d'Edo au cours du XIXe siècle. En tant que genre, il dépeint le comportement comique survenant dans la vie quotidienne des gens du peuple.
Le genre kokkeibon succède au genre dangibon. Le Tōkaidōchū Hizakurige (1802-1822) de Jippensha Ikku en est considéré comme le premier roman représentatif. Une définition moins stricte comprend le dangibon comme un « kokkeibon précoce ».
Le kokkeibon se compose généralement d'un dialogue entre les personnages principaux et comprend des illustrations. Le genre, qui connaît sa plus grande popularité de 1804 à 1830, est le mieux représenté avec les œuvres de Jippensha Ikku et Shikitei Sanba.